# 宇文虬
宇文 虬（宇文虯、うぶん きゅう、生没年不詳）は、中国の北魏から西魏にかけての軍人。字は楽仁。本貫は代郡武川鎮。

## 経歴
若い頃から従軍して戦功を重ねた。北魏の永安年間、征虜将軍・中散大夫の位を受け、都督を加えられた。532年、独孤信の下で荊州にあり、梁軍を下溠で撃破し、欧陽・酇城を平定するのに功績を挙げた。また南陽城と広平城を攻撃して、郡太守1人を捕らえた。功績により安西将軍・銀青光禄大夫・員外・直閤将軍・閤内都督の位を加えられ、南安県侯に封ぜられた。534年、孝武帝が関中に入り、独孤信が荊州刺史となると、宇文虬は独孤信に召されて帳内都督となった。東魏の弘農郡太守の田八能を破り、荊州刺史の辛纂を捕らえるにあたって、宇文虬の功績は大きかった。独孤信が梁に亡命すると、宇文虬も従って梁に赴いた。
537年、西魏に帰還した。爵位は公に進んだ。竇泰を討ち、弘農を奪回し、沙苑の戦いや河橋の戦いに参戦して功績を挙げた。車騎将軍・左光禄大夫の位を受けた。541年、漢陽郡太守に任ぜられ、独孤信の下で梁仚定を討って撃破した。545年、南秦州刺史として出向し、車騎大将軍・儀同三司の位を加えられ、さらに驃騎大将軍・開府儀同三司に進んだ。551年、大将軍王雄とともに上津・魏興などの地を平定した。白馬において梁の武陵王蕭紀の部将の楊乾運と戦い、撃破した。魏興郡が再び反抗すると、宇文虬は王雄とともに平定にあたった。金州刺史に任ぜられ、位は大将軍に進んだ。後に病のため死去した。

## 伝記資料
- 『周書』巻29 列伝第21
- 『北史』巻66 列伝第54